# 一皿会
一皿会(ひとさらかい)とは、2006年から道の駅とわだで行われ始めた、伝統料理の伝承を目的とした試食会。
道の駅とわだを使用している農事組合法人道の駅とわだ産直友の会会員(以下、産直会員)が毎月1回、輪番で自宅で作った料理を持ち寄り、消費者へ1枚の皿だけで試食をすることから付けた名称の試食会。

## 概要
一皿会は2006年より道の駅とわだのイベントの一つとして始まった。野菜の普及拡大を意図して始められたが、地域で採れる農作物について教えていくことと、食の伝統文化伝承という意図を盛り込み、当該地域に古くから伝わる伝統料理の試食会として実施されている。2006年10月に全国地産地消推進協議会が「地産地消活動優良事例」を公募した中で使用され、2007年3月に農林水産省生産局長賞の受賞理由にその活動の一部が挙げられている。新聞紙面上に掲載されたのは2008年3月17日に地元新聞社東奥日報社の出前編集局「ろばた談義」が開催され、その中で一皿会の活動が紹介された のが初めて。

## 構想と命名
構想の発案は、直売所運動をいかにすすめるかという講演を聴いたことから。この講演は茨城県つくば市にある「みずほ村市場」という農産物直売所の代表を招いて行われたもので、試食によって「本物の味を消費者に味わってもらうんだという思いと、食と農の大切さを訴えなくてはならないという思いの両方を消費者に対して訴えかけることができる」と聴いた農家が試食会をやりたいと提案してきたことがきっかけとなった。

## 実施の方法
- 農産物直売所は生産農家が自分達が育てた農作物を販売しているように、生産農家がたくさんいる。
- そのほとんど後継者のいないお年寄りがほとんどである。このお年寄りの農家の奥様方に1品だけ料理をつくって4人程度が持ち寄る。
- 消費者には1枚の紙の皿と割り箸を渡して並んでもらう。
- 1つの紙皿に4品の料理をのせる際に、生産者が取り分ける。
- この時に消費者と生産者とが話す機会をもつこととなる。